# Тест твёрдости Янка

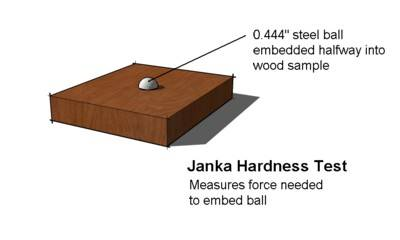

Тест твёрдости Янка используется для оценки твёрдости древесины. Он основан на модификации метода Бриннеля и измеряет силу, которую необходимо приложить к металлическому шарику диаметром 0,444 дюйма (11,28 миллиметра), чтобы вдавить его в древесину на половину диаметра. Диаметр был выбран так, чтобы получить круг площадью 100 квадратных миллиметров, или один квадратный сантиметр. В разных странах результат теста Янка выражается по-разному — в США это сила в фунтах, в Швеции — в килограмм-силах, в Австралии — в ньютонах и килоньютонах. Тест твёрдости очень удобен для использования в машинах и постоянно совершенствуется, но точно измерить силу вдавливания трудно из-за сложностей, связанных с контролем глубины вдавливания. Обычно показатель твёрдости, определяемый этим методом, используют, чтобы определить, насколько подходит порода древесины для напольного покрытия. Чаще всего используют стандрат ASTM D1037: при испытании древесины в виде пиломатериалов испытание проводится на древесине из ствола дерева (сердцевине), стандартный образец (согласно ASTM D143) должен иметь влажность 12 % и не содержать сучков.
Тест твёрдости изобрёл австриец Габриэль Янка (нем. Gabriel Janka, 1864—1932), который исследовал проблемы упругости и твёрдости разных сортов древесины.
Сложность обработки древесины не всегда прямо пропорциональна показателю по шкале Янка. Например, маслянистую древесину с высоким показателем твёрдости обрабатывать значительно легче, чем менее твёрдую сухую древесину.
Значения для некоторых видов древесины:
| Древесина                            | Значение по шкале Янка (в фунтах) |
| ------------------------------------ | --------------------------------- |
| Бычий дуб (Allocasuarina luehmannii) | 5060                              |
| Схинопсис балансы                    | 4570                              |
| Гваяковое дерево (бакаут)            | 4500                              |
| Курупи                               | 3880                              |
| Ипе (Табебуйя)                       | 3640                              |
| Эбен                                 | 3220                              |
| Кокоболо                             | 2960                              |
| Самшит                               | 2840                              |
| Красный орех                         | 2450                              |
| Бразильская вишня (Ятоба)            | 2350                              |
| Мескитовое дерево                    | 2345                              |
| Розовое дерево (Палисандр)           | 2200                              |
| Зеброво дерево (Гонсало альвес)      | 2160                              |
| Маклюра оранжевая                    | 2040                              |
| Эвкалипт разноцветный                | 2030                              |
| Бубинга                              | 1980                              |
| Мербау                               | 1925                              |
| Западноавстралийский эвкалипт        | 1910                              |
| Амарант                              | 1860                              |
| Макадамия                            | 1820                              |
| Шорея                                | 1798                              |
| Африканский падук                    | 1725                              |
| Дальбергия чернодревесная            | 1720                              |
| Белая акация                         | 1700                              |
| Шелковица красная                    | 1680                              |
| Бразильский орех                     | 1650                              |
| Венге                                | 1630                              |
| Зебрано                              | 1575                              |
| Сапеле                               | 1510                              |
| Берёза вишнёвая                      | 1470                              |
| Клён канадский                       | 1450                              |
| Бамбук                               | 1380                              |
| Белый дуб                            | 1360                              |
| Ясень                                | 1320                              |
| Американский бук                     | 1300                              |
| Красный дуб                          | 1290                              |
| Берёза жёлтая                        | 1260                              |
| Тик                                  | 1155                              |
| Лиственница сибирская                | 1100                              |
| Орех чёрный                          | 1010                              |
| Американская вишня                   | 950                               |
| Сосна Жеффрея, Сосна жёлтая          | 870                               |
| Дугласова пихта                      | 660                               |
| Бальса                               | 100                               |
| Каванильесия платанолистная          | 22                                |

## См. Также
Список пород древесины с указанием типичной твёрдости по Янка